# Jaïd Seddak
 (février 2008).
Si vous disposez d'ouvrages ou d'articles de référence ou si vous connaissez des sites web de qualité traitant du thème abordé ici, merci de compléter l'article en donnant les références utiles à sa vérifiabilité et en les liant à la section « Notes et références ».
Jaïd Seddak, né le 21 septembre 1962 à Mostaganem (Algérie), est un kickboxeur franco-algérien 10 fois champions du monde ..ayant obtenu différents titres mondiaux dans les boxes pieds-poings.

## Palmarès
- 73 combats
- 10 défaites

## Titres
- Muay Thaï : 
  - Champion du monde 92, 93, 94
  - Champion d'Europe de 86 à 94
  - Champion de France de 85 à 92
- Kick Boxing : 
  - Champion du monde de 90 à 95
  - Champion d'Europe 88, 89, 90
  - Champion de France 87
- Full-Contact : 
  - Champion du monde 92, 93, 94, 95
  - Vice-Champion d'Europe ISKA 91